# Atsede Kidanu
Atsede Kidanu là một chính trị gia và nhà Ngoại giao người Ethiopia.

## Tiểu sử
Cô là nữ đầu tiên lấy bằng cử nhân Luật tại Đại học Addis Ababa và sau đó tập trung vào Luật quốc tế trong các Nghiên cứu sau đại học. Từ năm 2001 đến 2003, Atsede là Bộ trưởng Lãnh sự quán Đại sứ quán Ethiopia tại Pretoria, Nam Phi. Bà cũng từng là đại diện thường trực của Ethiopia tại Liên minh châu Phi và các phụ trách và cố vấn của Bộ trưởng tại Dakar, Sénégal và các cơ quan Ngoại giao khác của Ethiopia, bao gồm cả đại sứ quán ở Accra, Ghana.
Bà Kidanu là chủ tịch của Ủy ban bị buộc tội đòi lại tài sản của người Ethiopia bị giam giữ ở Eritrea sau cuộc xâm lược của Eritrea ở Ethiopia;cô cũng cho đến khi được bổ nhiệm gần đây ở nước ngoài, một Thành viên của Lực lượng đặc nhiệm Quốc gia về buôn bán người bất hợp pháp. Năm 2011, cô đã có bài phát biểu trước Tổ chức Di cư Quốc tế. Cô khẳng định rằng chính phủ Ethiopia rất coi trọng mối quan hệ đối tác và cùng nhau và họ sẽ hợp tác với IOC để Quản lý việc di cư hiệu quả hơn.
Một trong số ít các nhà Ngoại giao nghề nghiệp nữ cao cấp, Atsede cũng đã lãnh đạo Ban Giám đốc các vấn đề châu Phi, Ban giám đốc các vấn đề châu Âu và Bắc Mỹ và Cục điều ước và hiệp định quốc tế của Bộ Ngoại giao. Cô đã tham gia nhiều cuộc đàm phán quốc tế đáng chú ý như Đại hội đồng Liên Hợp Quốc và các diễn đàn khác đại diện cho Ethiopia. Cô hiện đang giữ chức vụ Phó Trưởng phái đoàn đến Đại sứ quán Ethiopia ở Berlin. Ở vị trí này, cô đã giúp dẫn dắt một cuộc triển lãm về Ethiopia tại "Alte Burg" ở Đức. Cô cũng đang phục vụ trong Phái bộ của Liên Hợp Quốc tại thành phố New York và đã có bài phát biểu về các vấn đề của phụ nữ đối với cơ thể vào năm 2009. Cô đã vận động để phụ nữ có vai trò lớn hơn trong sự phát triển kinh tế xã hội quá trình.